# Lorenzo Taranco
Lorenzo Taranco i Mujaurrieta (Castro-Urdiales, 11 d'agost de 1688 - Girona, 3 de febrer de 1756) fou un religiós càntabre i bisbe de Girona de 1745 a 1756.
Taranco va néixer l'11 d'agost de 1688. Fou ordenat sacerdot el 24 de setembre de 1712. El 27 de febrer de 1736 era nomenat bisbe auxiliar de l'arquebisbat de Santiago de Compostel·la amb la seu titular d'Auzia.
El 2 de març de 1745, el bisbe de Girona, Baltasar de Bastero i Lledó, renuncià per motius de salut al seu càrrec i Taranco el succeí a la diòcesi gironina el 20 de maig. Governà durant 11 anys essent el fet més remarcat de la seva prelatura un contenciós, heretat del seu predecessor, amb els canonges de la seu en el qual hagué d'intervenir el rei Ferran VI i el papa Benet XIV.
El 7 de febrer de 1756 morí i fou enterrat a la Catedral de Girona.